# Вегберг
Вегберг (нім. Wegberg) — місто в Німеччині, знаходиться в землі Північний Рейн-Вестфалія. Підпорядковується адміністративному округу Кельн. Входить до складу району Гайнсберг.
Площа — 84 км2. Населення становить 28 130 ос. (станом на 31 грудня 2020).

## Уродженці
- Удо Пастьорс (* 1952) — німецький політик.